# Archidiocèse de Rabaul
L'archidiocèse de Rabaul (en latin : Archidioecesis Rabaulensis) est une circonscription ecclésiastique de l'Église catholique en Papouasie-Nouvelle-Guinée. Il est situé à l'ouest du pays au niveau de la région des Îles (Nouvelle-Bretagne, Nouvelle-Irlande, Bougainville).
Le siège épiscopal se trouve à la cathédrale du Sacré-Cœur à Vunapope (de) complétée par la co-cathédrale Saint-François-Xavier de Rabaul.

## Histoire
Le vicariat apostolique de Nouvelle-Bretagne a été érigé le 10 mai 1889 avec le bref Ut catholica fides du pape Léon XIII, reprenant le territoire du vicariat apostolique de Mélanésie (aujourd'hui supprimé) et confié aux Missionnaires du Sacré-Cœur de Jésus. La charge pastorale du vicariat apostolique de Micronésie a été confiée au vicariat apostolique de Nouvelle-Bretagne.
L'évêque Louis Couppé (it), vicaire apostolique de Nouvelle-Bretagne, envoya six pétitions au cardinal Giovanni Simeoni de la Sacrée congrégation pour la propagation de la foi le 24 novembre 1890. 
Le 8 décembre 1890, il prit le nom de vicariat apostolique de Nouvelle-Poméranie recouvrant alors le protectorat de Nouvelle-Guinée allemande. Les annuaires pontificaux ont continué à porter le nom de vicariat apostolique de Nouvelle-Bretagne jusqu'à l'édition de 1894, où apparaît le nom correct de vicariat apostolique de Nouvelle-Poméranie.
Il fut divisé au fur et à mesure :
- 24 février 1896 : constitution de la préfecture apostolique de la Terre de l'Empereur-Guillaume
- 28 juin 1897 : constitution du vicariat apostolique des Îles Gilbert
- 27 juillet 1897 : constitution de la préfecture apostolique des Îles Salomon britanniques
- 23 avril 1898 : constitution de la préfecture apostolique des Îles Salomon germaniques
- 1905 : création de la mission sui juris des Îles Marshall.

Le 14 novembre 1922, il est renommé vicariat apostolique de Rabaul. Le 5 juillet 1957, il est établi un vicariat apostolique de Kavieng (en).
En novembre 1966, il est promu archidiocèse métropolitain de Rabaul et retrouve le diocèse de Bougainville (en) (ex-Salomon germaniques).
Le 4 juillet 2003, le diocèse de Kimbe (en) est créé.

## Liste des archevêques
- Gerard Vesters (14 novembre 1926 - 1939)
- Leo Isidore Scharmach (13 juin 1939 - 6 août 1962)
- Johannes Höhne (1er mars 1963 - 27 mai 1978)
- Albert-Leo Bundervoet (6 mars 1980 - 16 août 1989)
- Karl Hesse (7 juillet 1990 - 11 août 2011)
- Francesco Panfilo (11 août 2011 - 19 juin 2020)
- Rochus Josef Tatamai (it) (19 juin 2020 - )